# ガイ式ラテン・アルファベット
ガイ式ラテン・アルファベット（ガイしきラテン・アルファベット、セルビア・クロアチア語:Gajeva latinica / гајева латиница または Gajica / Гајица）、あるいはクロアチア語アルファベット（Hrvatska abeceda）、アベツェダ（abeceda）は、クロアチア語およびセルビア語、ボスニア語などの表記に使われるラテン文字アルファベットの変種である。ヤン・フスのチェコ語アルファベットをもとに、1835年にクロアチアの言語学者リュデヴィト・ガイによって制定された。ガイ式アルファベットから2文字を除いたものがスロベニア語で、また2文字を改変したものがマケドニア語のラテン文字表記に用いられる。

## 文字
このアルファベットは30文字からなり、それぞれ大文字と小文字がある:
| 画像 | 文字   | 呼称         | IPA  | 対応するキリル文字 |
| ---- | ------ | ------------ | ---- | ------------------ |
|      | A, a   | a（ア）      | /a/  | А, а               |
|      | B, b   | be（ベ）     | /b/  | Б, б               |
|      | C, c   | ce（ツェ）   | /ts/ | Ц, ц               |
|      | Č, č   | če（チェ）   | /tʃ/ | Ч, ч               |
|      | Ć, ć   | će（チェ）   | /tɕ/ | Ћ, ћ               |
|      | D, d   | de（デ）     | /d/  | Д, д               |
|      | Dž, dž | dže（ジェ）  | /dʒ/ | Џ, џ               |
|      | Đ, đ   | đe（ジェ）   | /dʑ/ | Ђ, ђ               |
|      | E, e   | e（エ）      | /e/  | Е, е               |
|      | F, f   | ef（エフ）   | /f/  | Ф, ф               |
|      | G, g   | ge（ゲ）     | /ɡ/  | Г, г               |
|      | H, h   | ha（ハ）     | /x/  | Х, х               |
|      | I, i   | i（イ）      | /i/  | И, и               |
|      | J, j   | je（イェ）   | /j/  | Ј, ј               |
|      | K, k   | ka（カ）     | /k/  | К, к               |
|      | L, l   | el（エル）   | /l/  | Л, л               |
|      | Lj, lj | elj（エリ）  | /ʎ/  | Љ, љ               |
|      | M, m   | em（エム）   | /m/  | М, м               |
|      | N, n   | en（エン）   | /n/  | Н, н               |
|      | Nj, nj | enj（エニ）  | /ɲ/  | Њ, њ               |
|      | O, o   | o（オ）      | /o/  | О, о               |
|      | P, p   | pe（ペ）     | /p/  | П, п               |
|      | R, r   | er（エル）   | /r/  | Р, р               |
|      | S, s   | es（エス）   | /s/  | С, с               |
|      | Š, š   | eš（エシュ） | /ʃ/  | Ш, ш               |
|      | T, t   | te（テ）     | /t/  | Т, т               |
|      | U, u   | u（ウ）      | /u/  | У, у               |
|      | V, v   | ve（ヴェ）   | /ʋ/  | В, в               |
|      | Z, z   | ze（ゼ）     | /z/  | З, з               |
|      | Ž, ž   | že（ジェ）   | /ʒ/  | Ж, ж               |

当初のガイ式アルファベットには「dj」という二重音字があったものの、後に「đ」に置き換えられた。
文字には呼称はなく、綴りを表す必要がある場合にはその子音の通りに（あるいは後に短いシュワーを伴って、例えば/fə/のように）発音される。明確に個別の文字を言い表す必要がある場合には、ドイツ語アルファベットのような呼び方がされる（ア、ベ、ツェ、チェ…）。ラテン文字基本字の26文字のうち、ガイ式アルファベットと共通する22文字以外の4文字（q、w、x、y）の使用は言語学的な用法などに限られ、また数学においてはドイツ語同様に「j」はヨット（jot）と呼ばれる。ガイ式アルファベットに含まれない4文字は、それぞれ次のように呼ばれる: 「q」はク（ku）またはキュ（kju）、「w」はドゥブルヴェ（dublve）またはドゥブロ・ヴェ（duplo ve）、「x」はイクス（iks）、「y」はイプシロン（ipsilon）

## 二重音字
3つの二重音字・「dž」、「lj」、「nj」はそれぞれ1文字とみなされる。したがって:
- 辞書においては、「n」の見出しの後に独立した「nj」の見出しが設けられ、「njegov」は「novine」よりも後に配置される。同様に、「bolje」は「bolnica」より後に配置される。

- 看板などで縦書きにする場合、「dž」、「lj」、「nj」はひとかたまりに書かれる。例えば、両替所を意味する「mjenjačnica」を縦書きにする場合、「nj」は4文字目の枠にひとかたまりで書かれている（左の例を参照。なお、「mj」は二重音字ではなく2つの独立した文字であり、mとjは1文字目、2文字目に分かれて書かれている）。
- クロスワードパズルにおいて、「dž」、「lj」、「nj」はひとますに入れられる。
- 看板などで文字間にスペースを開けて書かれる場合でも、「dž」、「lj」、「nj」はそれぞれひとかたまりで書かれる（例：M J E NJ A Č N I C A）。
- 頭文字のみを大文字にして書く場合、二重音字の最初の1つめだけが大文字で書かれる。例えば、「Njemačka」のように表記し、「NJemačka」とは書かない。すべてを大文字で書く場合、「NJEMAČKA」のように表記される。Unicodeにおいては、「nj」に対応する大文字は「Nj」とされる。

## 起源

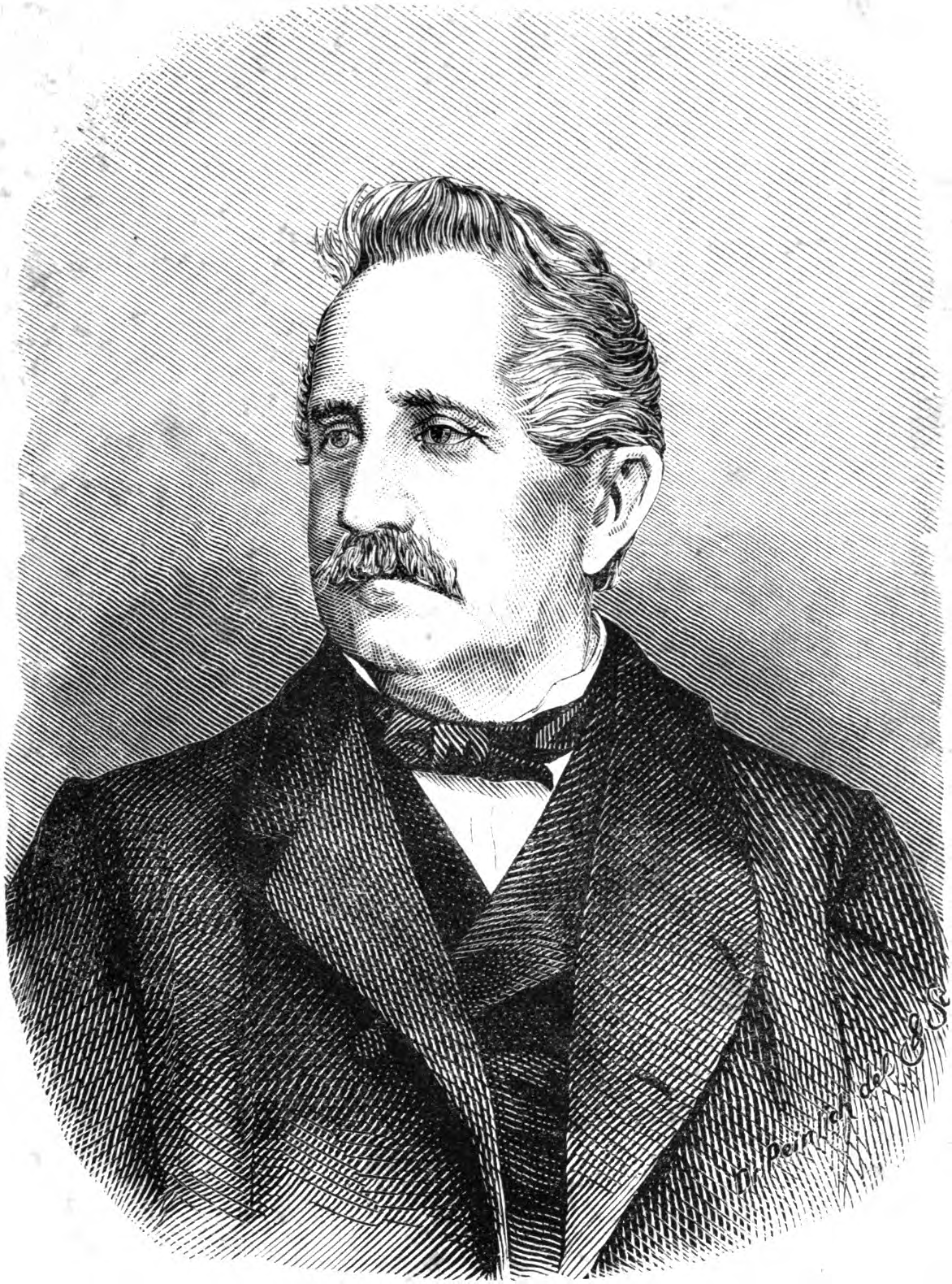
クロアチアの言語学者・リュデヴィト・ガイ

このアルファベットはクロアチアの言語学者・リュデヴィト・ガイにより、チェコ語アルファベットおよびポーランド語アルファベットを元に、「dž」、「lj」、「nj」を加えて造られた。1830年、ブダにて記された「Kratka osnova horvatsko-slavenskog pravopisanja（クロアチア＝スラヴォニア正書法の基礎概要）」は、初のクロアチア語の共通正書法となった。クロアチア語の正書法に関する成果物はこれ以前にも存在しており、ライムンド・ジュルジェヴィッチ（Rajmund Đamanjić、1639年）、イグニャト・ジュルジェヴィッチ、パヴァオ・リッテル・ヴィテゾヴィッチなどがこれに先立つ。クロアチア語では以前よりラテン文字を使用していたが、一部の音価を表す表記法が一定していなかった。その中ではハンガリー語アルファベットによるものがもっともよく使われたが、その他の方式も使われていた。
ガイはパヴァオ・リッテル・ヴィテゾヴィッチやチェコ語アルファベットを参考にしながら、クロアチア語の音価に対応するラテン文字を選んでいった。ガイの作り上げたアルファベットは、ヴーク・カラジッチが数年前に作り上げたセルビア語キリル・アルファベットと完全に1対1に対応するものであった。
ジュロ・ダニチッチは、1880年の自著「Rječnik hrvatskoga ili srpskoga jezika（クロアチア語あるいはセルビア語辞書）」の中で、ガイのアルファベットに含まれる二重音字「dž」、「dj」、「lj」、「nj」をそれぞれ「ǵ」、「đ」、「ļ」、「ń」といった一つの文字にすることを提唱したが、このうち「dj」のみが「đ」に置き換わることとなった。

## コンピューターにおける扱い
1990年代、ガイ式アルファベットのコンピューター上での文字コードに関する混乱がみられた。
- 7ビットの文字コード「YUSCII（英語版）」、後に「CROSCII」は、ダイアクリティカル付きの5文字を、非文字記号5つ（「[」、「]」、「{」、」「}」、「@」）の位置に割り当てたものであったが、この試みは失敗に終わっている。これは、ACSII記号の「@」は「A」よりも前の文字としてソートされるが、ここに「Ž」を割り当てたために「Ž」が「A」よりも前にソートされる結果となり、このコードはジョーク的にジャベツェダ（žabeceda、「žaba」はカエル、「abeceda」はアルファベットを意味する）と呼ばれた。
- 8ビットのISO 8859-2（Latin-2）がISOによって制定された。
- MS-DOSでは独自に中央ヨーロッパの諸言語に対してCP852（英語版）を導入した。Microsoft Windowsは更に、CP1250（英語版）を導入した。CP1250では一部の文字がISO/IEC 8859-2と1対1にマッピングされたが、その他の文字はその他の場所に割り当てられた。
- Apple Computerはまた別のエンコーディング方式である「マッキントッシュ中欧エンコーディング（英語版）」を導入した。
- EBCDICでも独自のLatin-2のエンコーディング方式が用いられた[3]。

こんにちのクロアチア語の文字コードとして主に用いられているのはISO 8859-2かUnicodeのUTF-8形式（二重音字には2バイト用いる）である。しかし、2010年の時点でもなお、CP1250やCP852、更にはCROSCIIを用いるプログラムやデータベースが残っている。

## スロベニア語での使用
1840年代初頭以降、ガイのアルファベットはスロベニア語の記述でも多用されるようになった。初期のころ、スロベニア語をクロアチア語の1変種と考える人々（例えばスタンコ・ヴラスなど）によって主に使用されたが、後に様々な立場のスロベニア人の著者たちの間でガイ式アルファベットが受け入れられていった。ひとつの突破口となったのは、スロベニア人の保守派の指導者ヤネス・ブライヴァイスがガイ式アルファベットを、地方で幅広く読まれる「クメティイスケ・イン・ロコデルスケ・ノヴィツェ（農業・職工ニュース）で使用しはじめたことであった。1850年にはガイ式アルファベット（スロベニア語ではガイツァ gajica）は唯一の正式なスロベニア語のアルファベットとなり、それまでスロベニア人の地で用いられていた3つの記述方式に取って代わるものとなった。それまでのスロベニア語の表記法には、伝統的なボホリッチ式（アダム・ボホリッチに由来）か、ペテル・ダインコが提唱したダインコ式、フランツ・セラフィン・マテルコが提唱したマテルコ式があった。
スロベニア語とクロアチア語のアルファベットの違いは以下のとおりである:
- スロベニア語のアルファベットでは「ć」と「đ」を用いない。これらの文字に対応する音価はスロベニア語には存在しない。
- 方言によっては、「lj」や「nj」が2文字として扱われる。例えば、ポリェ（polje）はクロアチア語では/poʎe/と発音されるのに対して、スロベニア語では/polje/と発音される。
- 音価/dʒ/はスロベニア語にも存在し、「dž」と書かれるが、この音はもっぱら借用語のみに現れる。「dž」は1つの文字ではなく、「d」と「ž」の2文字として扱われる。

スロベニア語の正書法はセルビア・クロアチア諸語にくらべると表音主義的ではない。たとえば、「e」は/e/、/ɛ/、/ə/の3通りの発音が、「v」には/ʋ/、/w/の2通りの発音がある。また、子音クラスタにおける子音の無声化・有声化は表記には反映されない。例えば、「ゴミ捨て場」を意味する単語はセルビア・クロアチア諸語では「otpad」だが、スロベニア語では「odpad」と書かれる（どちらもtp / dpの部分の発音は/tp/である）。

## マケドニア語での使用
マケドニア語のラテン文字表記は、学術的な文献ではガイ式アルファベットが用いられる。しかし、マケドニア語の音声・音韻論をふまえた変更が加えられている。ガイ式の「ć」および「đ」は用いられず、代わりに「ḱ」と「ǵ」が用いられる。この他の文字はセルビア語キリル・アルファベットと同様である。また、セルビア・クロアチア諸語には存在しない、マケドニア語独自の音価を表すキリル文字「ѕ」に対応する「dz」が用いられる。